# Formación Yacoraite

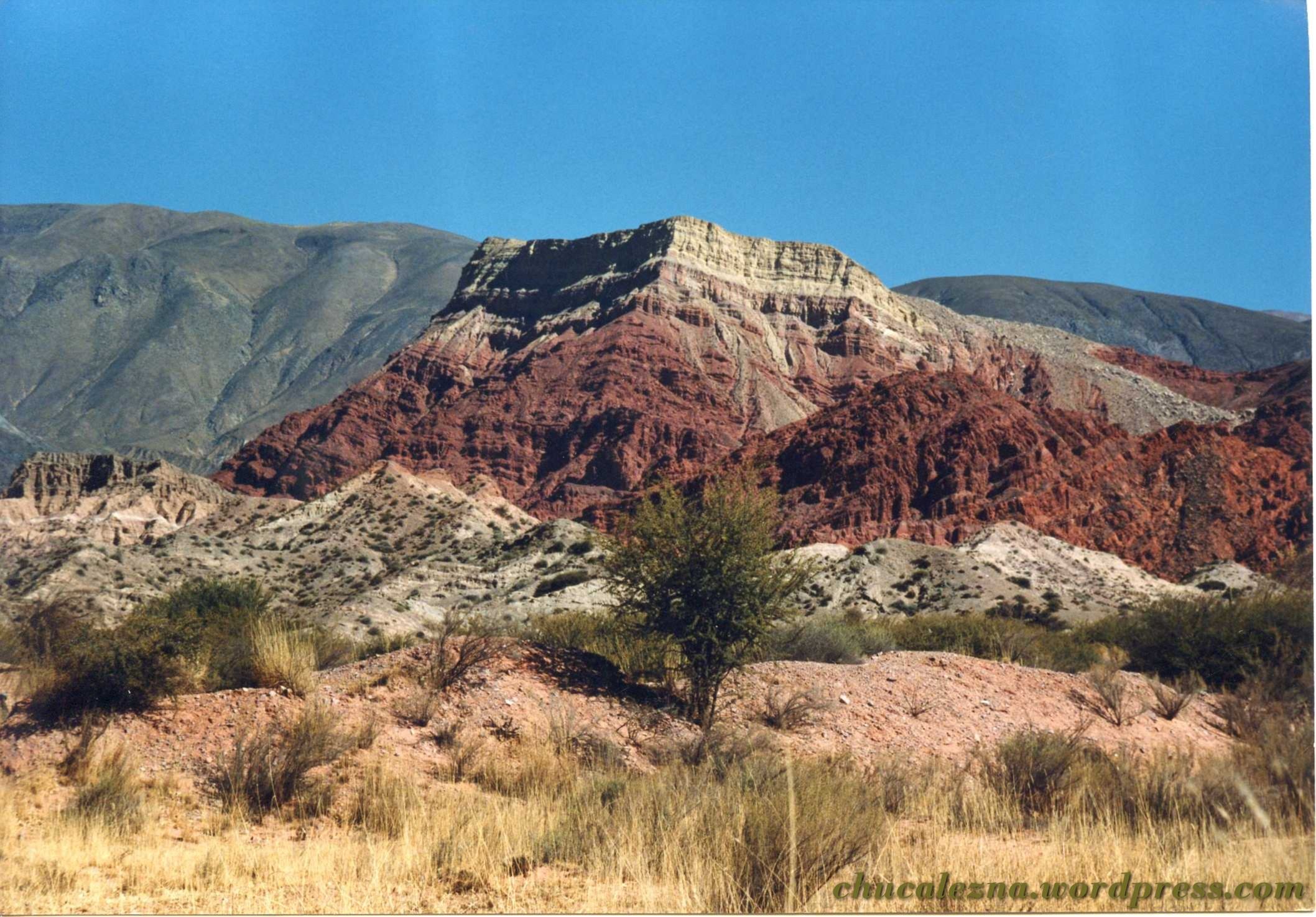
Vista de la Formación Yacoraite, Jujuy

La Formación Yacoraite, definida por Turner (1959) es una unidad geológica, correspondiente al Subgrupo Balbuena, Grupo Salta. Esta formación posee una edad Maastrichtiense-Daniense por lo que su acumulación geológica y paleontológica incluye la transición Cretácico/Cenozóico. Esta determinación se basa en la presencia de huellas de dinosaurios del Cretácico Inferior y palinomorfos del Paleógeno.
Constituye una secuencia característica de amplio desarrollo en las provincias de Salta, Jujuy y norte de Tucumán; distribuida en siete subcuencas: Tres Cruces, Lomas de Olmedo, Metán, Alemanía, brealito, El Rey y El Charco o Sey.
La formación es de gran importancia en la región debido a que es roca madre y reservorio de hidrocarburos.

## Litología
La unidad está constituida por calizas de color gris, o amarillo debido a la meteorización, y en menor proporción también por margas y areniscas color gris medio, limolitas color verde claro a rojo violado y arcilitas negras. La parte superior es más pelítica y de estratificación más fina y la parte inferior es carbonática o arenoso-carbonática, con uno o más niveles delgados de tobas blancas.

## Ambiente
Representa un ambiente de sedimentación marina muy somero, probablemente micromareal, con permanentes fluctuaciones del nivel de agua; determinado sobre la base de análisis geoquímicos de isótopos estables realizados en sobre las calizas de la Formación.

## Paleontología
La asociación de fósiles está integrada por restos de peces, pectínidos, ostreas y gastrópodos entre los que se destaca Gasteroclupea branisai, además existen Pucalithus, que indican una edad Campaniana - Maestricchtiana. Además hay presencia de carofitas y otras algas, restos de vegetales y palinomorfos.

## Relaciones estratigráficas
Se correlaciona infrayacentemente en forma gradual con la Formación Lecho y suprayacentemente de forma concordante con la Formación Olmedo.